# GAZ-51
O GAZ-51 (apelido Gazon) era um caminhão soviético fabricado pela GAZ. Seus primeiros protótipos foram produzidos antes do final da Segunda Guerra Mundial, e o caminhão acabou usando uma versão fortemente modificada da cabine do Studebaker US6, que foi fornecida à União Soviética em grandes quantidades com o acordo Lend-Lease, embora o chassi fosse completamente novo.
Uma variante padrão 4×2 de 2,5 toneladas foi acompanhada em 1947 por um GAZ-63 4×4 de 2 toneladas quase idêntico. Ambas as variantes eram movidas por motores de 70 cv, 6 cilindros e 3.485 cc. O GAZ-63 foi fabricado com algumas alterações até 1968 e a produção do GAZ-51 continuou até 2 de abril de 1975. Os caminhões também foram fabricados sob licença soviética na Polônia (como FSC Lublin-51), Coreia do Norte (como Sungri-58) e China (como Yuejin NJ-130).

## História

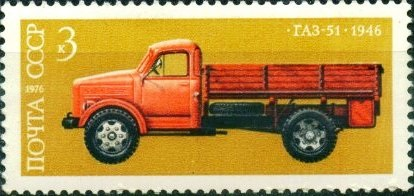
Selo postal da URSS nº 4579. 1976

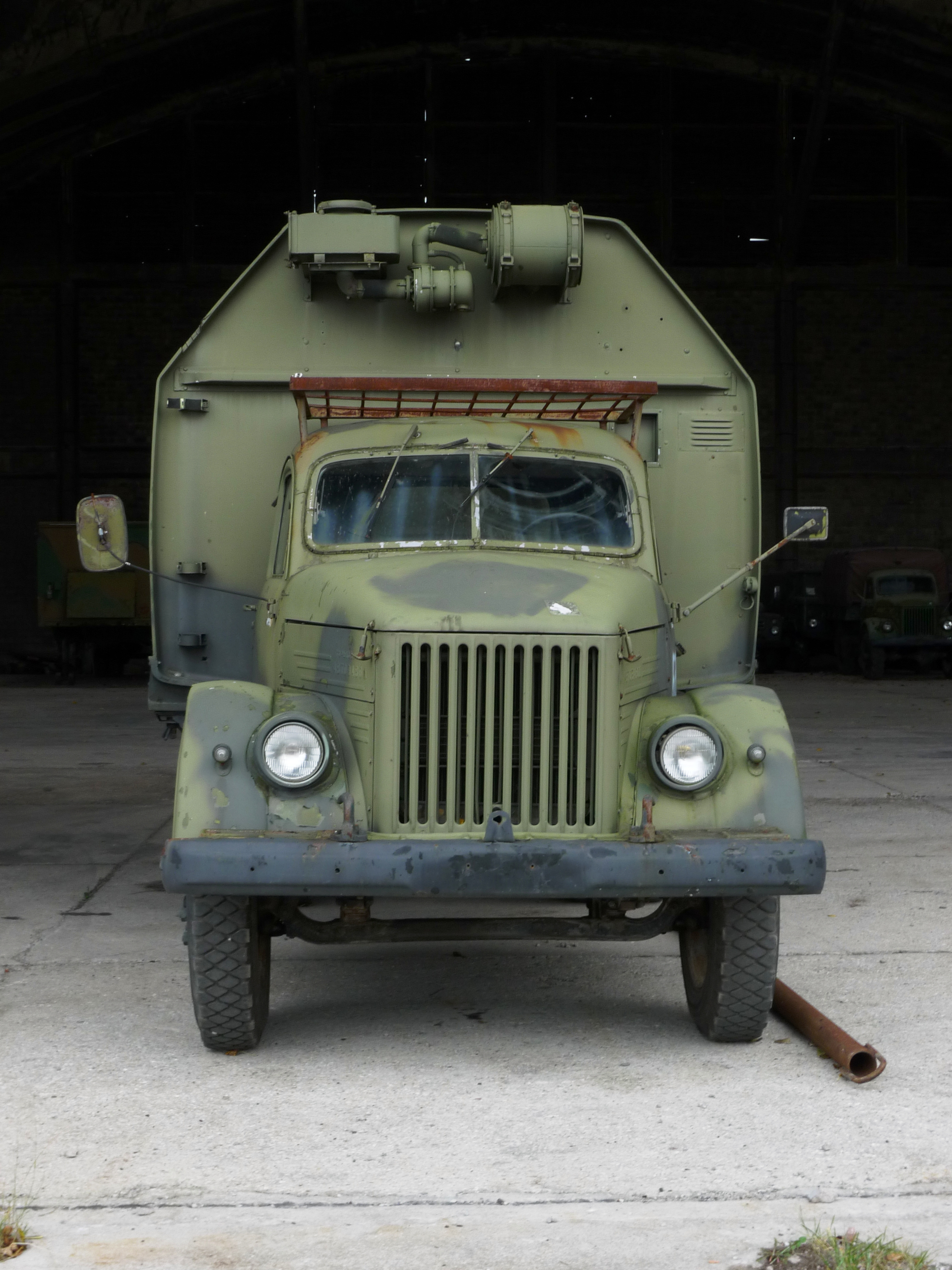
Antigo caminhão militar da Estônia

O projeto do GAZ-51, que foi originalmente chamado de GAZ-51-420 (e não GAZ-11-51, como às vezes é afirmado) de acordo com o sistema "número do modelo do chassi - número do modelo da carroceria", copiado da Ford, começou em fevereiro de 1937. O conceito do veículo foi formulado de forma extremamente clara: um caminhão universal simples e confiável, montado com os melhores componentes da época, comprovado e testado pela prática mundial.
Em junho de 1938 começou a produção de componentes, em janeiro de 1939 começou a montagem, e já em maio o primeiro carro entrou em testes de estrada, que terminaram em julho de 1940. No verão de 1940, um protótipo GAZ-51 (com nova cabine e forro) foi exibido na Exibição Agrícola Pansoviética em Moscou entre os melhores exemplos da engenharia mecânica soviética.
Testes bem-sucedidos permitiram que a fábrica iniciasse os preparativos para a produção em massa do GAZ-51 em 1941, mas a Grande Guerra Patriótica começou. Várias unidades do GAZ-51 (motor, embreagem com pesos centrífugos que aumentam a pressão na placa de pressão, caixa de câmbio, juntas cardan em rolamentos de agulha) já eram montadas pela fábrica e encontraram ampla aplicação em outros carros produzidos naqueles anos.
Em 1942, a capacidade de carga do GAZ-51 projetado foi aumentada de 2 para 2,5 toneladas fortalecendo unidades individuais e aumentando os pneus - há uma lenda de que isso foi feito por instruções pessoais de Stalin, mas isso não foi confirmado e pode ser ficção.
A produção foi retomada em 1943. O rápido desenvolvimento da tecnologia durante os anos de guerra fez ajustes inevitáveis no design do GAZ-51. O designer líder A.D. Prosvirnin reconfigurou e modificou radicalmente o caminhão e, essencialmente, apenas o nome permaneceu do GAZ-51 do pré-guerra. A experiência acumulada na operação de motores de seis cilindros em veículos de combate permitiu melhorar significativamente o motor e os sistemas que o servem. Os protótipos do GAZ-51 usavam a mesma cabine do caminhão Studebaker US6 aposentado, mas os últimos caminhões não tinham a mesma cabine, embora o estilo permanecesse relativamente o mesmo. A razão para isso pode ser que a GAZ queria desenvolver um carro completamente novo, em vez de copiar diretamente outro. O projeto incluiu um freio hidráulico comprovado na prática mundial e projetou uma cabine e forro mais modernos e confortáveis. Os tamanhos dos pneus foram aumentados, a capacidade de carga do veículo aumentou - para as 2,5 toneladas ideais, foi possível alcançar uma unificação ainda maior (até 80%) com a versão com tração integral do caminhão - GAZ-63, que foi projetado em paralelo em placas de layout adjacentes, e em termos de motor - com o motor de quatro cilindros do futuro "Pobeda".
Em maio e setembro de 1944, dois novos modelos do GAZ-51 foram construídos (com diferentes opções de design de capô) e, em junho de 1945, mais dois, finalmente desenvolvidos (pré-produção), foram construídos. A confiança na alta qualidade do novo design do caminhão permitiu que a fábrica iniciasse imediatamente os preparativos para sua produção. Em 19 de junho de 1945, o GAZ-51, juntamente com outros novos carros soviéticos, foi mostrado aos membros do governo no Kremlin e recebeu aprovação total.

## Produção
A fábrica iniciou a produção do carro muito rapidamente – a experiência do tempo de guerra teve um impacto. Já no final de 1945, foi produzido um lote inicial de duas dezenas de veículos e, em 1946, antes mesmo da conclusão dos testes, o país recebeu 3.136 caminhões de produção da nova geração.
Em 1947, os criadores do GAZ-51, juntamente com o designer-chefe da fábrica, A. A. Lipgart, receberam o Prêmio Stalin.
Desde o final da década de 1940, a montagem do GAZ-51 foi organizada adicionalmente nas fábricas de Irkutsk (1950-1952) e Odessa (1948-1975). Em pouco tempo, o GAZ-51 se tornou o carro mais comum do país. Em 1958, a produção anual do GAZ-51 atingiu seu pico - mais de 173 mil. O caminhão foi produzido durante 29 anos - uma longevidade bastante rara. O último GAZ-51A saiu da linha de montagem em 2 de abril de 1975 e foi enviado ao museu da fábrica. A circulação total foi de 3.481.033 exemplares, incluindo 11.418 carros produzidos na Fábrica de Montagem de Automóveis de Irkutsk.
A produção polonesa de caminhões Lublin-51 durou de 1951 a 1959 e totalizou 17.479 unidades.
Em 1958, a produção do GAZ-51 (sob o nome "Seungri-58") começou na Fábrica de Automóveis Tokchon, na cidade de Tokchon.

## Variantes

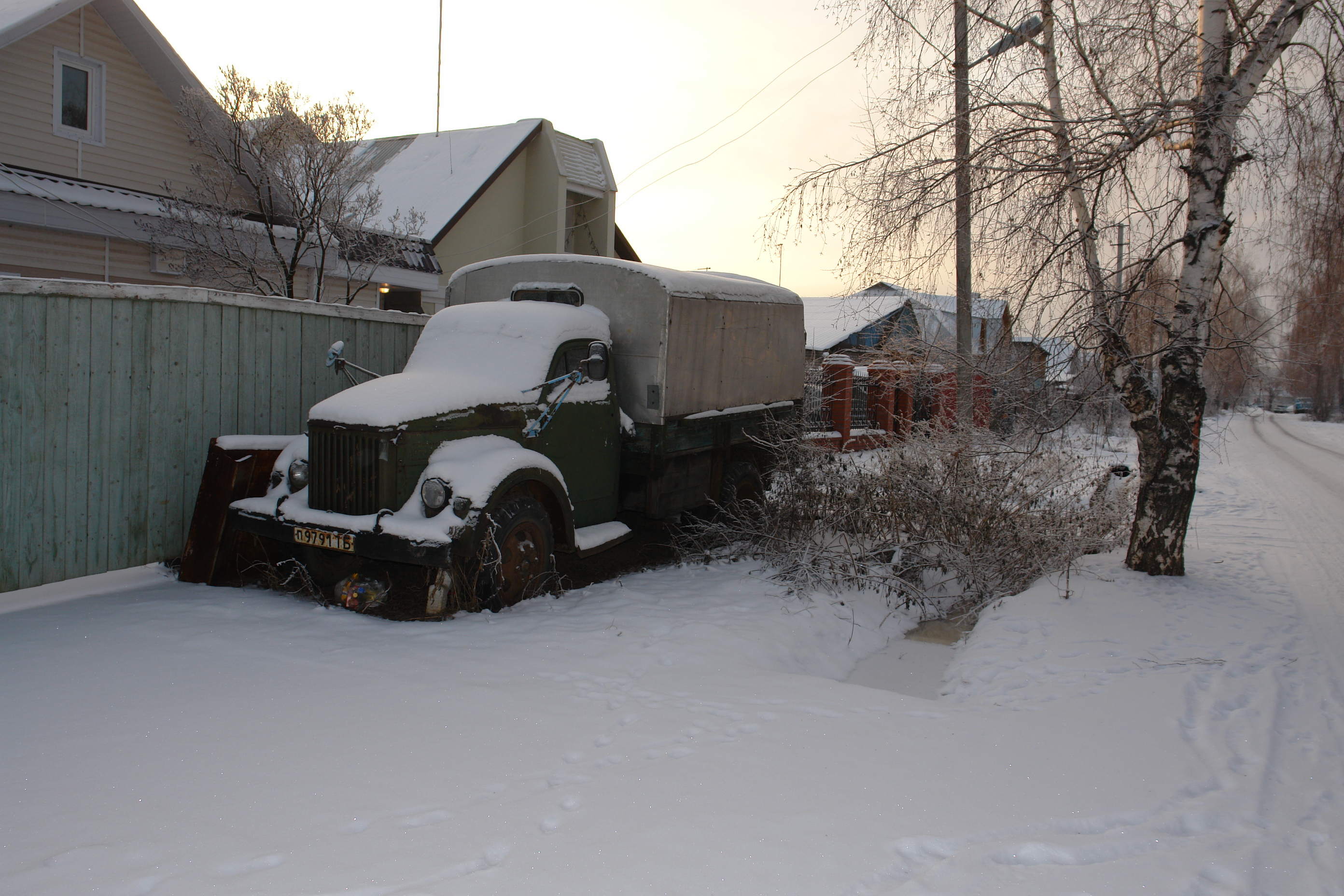
GAZ-51, retrovisores laterais do GAZ-53 instalados

- GAZ-11-51: Precursor do GAZ-51.

### Versão original
- GAZ-51: Versão de produção padrão.[1] Produzido entre 1946–1955.
- GAZ-51B: Versão bicombustível (GNL e gasolina). Produzido entre 1950-1956.
- GAZ-51D: Versão encurtada (para caçamba basculante). Produzido a partir de 1958.
  - GAZ-51DU: Versão de exportação.
  - GAZ-51DYu: Versão de exportação para climas tropicais.
- GAZ-51I: Versão chassi-cabine (para ônibus). Produzido entre 1950–1973.
  - GAZ-51IU: Versão de exportação.
  - GAZ-51IYu: Versão de exportação para climas tropicais.
- GAZ-51K: Chassi de ambulância (para GAZ-653 e posterior PAZ-653). Produzido entre 1951-1957.
- GAZ-51KYu: Versão de exportação para climas tropicais.
- GAZ-51M: Versão chassi-cabine (para carros de bombeiros). Produzido entre 1948-1967.
- GAZ-51N: Versão porta-tropas/carga, com tanque de combustível extra e carroceria do GAZ-63. Produzido entre 1948–1975.
  - GAZ-51NU: Versão de exportação.
- GAZ-51Zh: Versão movida a GLP. Produzido entre 1954–1963.
  - GAZ-51ZhU: Versão de exportação.

### Versão modernizada
- GAZ-51A: GAZ-51 modernizado. Produzido entre 1956–1975.
  - GAZ-51AS: Versão caminhão agrícola. Produzido entre 1956-1975.
  - GAZ-51AU: Versão de exportação. Produzido entre 1956–1975.
- GAZ-51C: Versão caminhão agrícola. Produzido entre 1956–1975.
- GAZ-51P: Versão caminhão-trator. Produzido entre 1956–1975.
  - GAZ-51PU: Versão de exportação
  - GAZ-51PYu: Versão de exportação para climas tropicais.
- GAZ-51R: Versão táxi de passageiros e carga. Produzido entre 1956–1975.
  - GAZ-51RU: Versão de exportação
- GAZ-51S: GAZ-51A com tanque de combustível adicional. Produzido entre 1956-1975.
  - GAZ-51SE: Versão com equipamento elétrico blindado.
- GAZ-51ShM: Versão alongada (para carrocerias de furgão). Produzido entre 1956-1965.
- GAZ-51T: Versão táxi de carga. Produzido entre 1956–1975.
- GAZ-51V: Versão de exportação.
- GAZ-51Yu: Versão de exportação para climas tropicais. Produzido entre 1956-1975.

### Variantes do GAZ-63
- GAZ-63: Versão 4×4. Produzido entre 1948–1968.
  - GAZ-63A: Versão com guincho frontal.
    - GAZ-63AU: Versão de exportação.

  - GAZ-63D: Versão caminhão-trator (para reboques basculantes). Ao contrário do GAZ-63, o GAZ-63D tinha rodas traseiras duplas.
  - GAZ-63E: Chassi de ônibus (para PAZ-659 e PAZ-663)
    - GAZ-63EU: Versão de exportação.

  - GAZ-63P: Versão caminhão-trator (para semirreboques). Como o GAZ-63D, apresentava rodas traseiras duplas, mas não tinha a tomada de força do GAZ-63D.
    - GAZ-63PU: Versão de exportação.

  - GAZ-63Ye: Versão com equipamento elétrico blindado.
    - GAZ-63AYe: Como GAZ-63Ye, mas com guincho montado na frente.
    - GAZ-63YeU: Versão de exportação do GAZ-63Ye.

  - GAZ-63U: Versão de exportação.
  - GAZ-63V: Protótipo de versão modernizada do GAZ-63. Apresentava rodas maiores, plataforma de carga rebaixada, freio de estacionamento, equipamento elétrico blindado, piscas traseiros e indicador de alerta de superaquecimento do líquido refrigerante.
    - GAZ-63AV: Como GAZ-63V, exceto com guincho montado na frente, cabine com cobertura de lona, corpo todo em metal com montagens de maca, tampa do compartimento de carga de lona, novo painel de instrumentos e equipamento elétrico não blindado.

  - GAZ-63Yu: Versão de exportação para climas tropicais.
  - GAZ-66: Protótipo de versão melhorada do GAZ-63. Apresentava rodas e eixos do BRDM-1 e uma cabine nova e mais moderna (projetada por BB Lebedev); esta cabine também foi projetada para o GAZ-52.
  - GAZ-66A: Substituição do protótipo do GAZ-63. O chassi, motor, cabine e suspensão eram do GAZ-52F, plataforma de carga, caixa de transferência e guincho do GAZ-63, eixos do GAZ-63V e rodas do BAV 485.
  - GAZ-66P: Protótipo de caminhão-trator, baseado no GAZ-66A e destinado a substituir o GAZ-63P.

### Outras variantes
- GAZ-51AZh: Versão protótipo bicombustível (GLP e gasolina). Produzido em 1963.
- GAZ-51PZh: Versão protótipo de caminhão-trator movido a GLP. Produzido em 1956.
- GAZ-51F: GAZ-51 com motor experimental de carga estratificada. Cancelado devido à complexidade e inúmeras avarias.
- GAZ-51Shch: Versão protótipo com bateria alcalina de ferro-níquel. Produzido em 1958.
- AP-41/GAZ-41: Protótipo de semilagarta baseado no GAZ-51. Produzido entre 1949-1953.
- GAZ-93: Versão caminhão basculante (construída pela OdAZ). Produzido entre 1951–1958.
  - GAZ-93D: Versão caminhão colheita. Produzido entre 1954-1956.
- GAZ-93A: GAZ-93 modernizado (construído pela SAZ). Produzido entre 1958–1976.
- GAZ-93B: Versão com carroceria basculante maior toda em metal, substituto do GAZ-91D. Produzido entre 1956 e 1958 na OdAZ, depois transferido para a SAZ em 1959.

## Operadores
- China
- Hungria
- Polónia
- Roménia
- Albânia
- Síria
- Ucrânia
- Rússia

## Literatura
- Andy Thompson, Trucks of the Soviet Union: The Definitive History, Behemoth Publishing LTD, 2017. ISBN 978-0992876951